# Água Azeda da Serreta

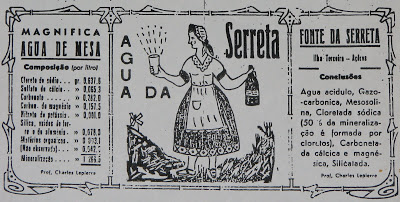
Rótulo de uma garrafa de Água Azeda da Serreta.

Água Azeda, ou Água Azeda da Serreta, é uma nascente de água mineromedicinal, gaseificada e fortemente cloretada, existente na base da falésia litoral da costa oeste da ilha Terceira (Açores), freguesia da Serreta. A água, caracterizada como acídula e gazo-carbonatada por Charles Lepierre, foi utilizada durante vários séculos para fins medicinais e foi comercializada durante as primeiras décadas do século XX sob a marca Água da Serreta. Um desmoronamento causado pelo sismo de 1980 impediu o acesso ao local de captação. O nome água azeda é comum a diversas nascentes de água gaseificada natural existentes nos Açores.

## Descrição
Água Azeda da Serreta brota no lugar da Fajã do Biscoito da Serreta, no limite entre as freguesias da Serreta e do Raminho. A nascente está na zona entremarés, na parte inferior da alta e escarpada falésia que constitui a costa oeste da ilha Terceira, num local de muito difícil acesso, particularmente dificultado pelas gigantescas derrocadas que ocorreram aquando do Sismo de 1 de Janeiro de 1980.
Conhecida das populações locais desde os tempos do povoamento, a nascente foi assinalada em 1855, e nesse mesmo ano analisada pelo médico o José Augusto Nogueira Sampaio, o qual caracterizou a água como rica em ácido carbónico, cloreto de cálcio, sulfato de cal, sais terrosos, alumina, magnésia e ácido hidrossulfúrico.
As características da água despertaram grande interesse público e em 1858 foi completado um caminho de acesso mandado construir pela Câmara Municipal de Angra. Contudo, dada dificuldade de vencer com segurança uma escarpa com mais de 150 m de altura, o caminho desapareceu pouco depois por ter abatido parte da rocha. Apesar disso, o acesso precário manteve-se até que em 1889 a Câmara mandou restaurar a passagem, fazendo abrir na rocha uma escadaria com duzentos degraus, que nas décadas seguintes também se desmoronaram.
Apesar de diversas tentativas de melhorar o estreito e perigoso trilho que existia cavada na falésia, o acesso manteve-se muito dificultado, o que contribui para o insucesso das diversas tentativas de comercializar aquela água como água mineromedicinal.
Caracterizada como «água acídula, gasocarbónica, cloretada sódica (50% da mineralização formada por cloretos), carbonetada cálcica e magnésica, silicatada» por Charles Lepierre, a água chegou a ser comercializada como "Água da Serreta" e classificada como «água de mesa», embora fosse popularmente conhecida como Água Azeda.

## História
Suposto que de há muito já os moradores da Serreta lhe conheciam a existências, o interesse por esta fonte data de 1855, quando Álvaro Borges Cabral Fournier ali se deslocou e recolheu uma amostra. A partir daís foram realizados diversos estudos e obras destinadas a melhorar a acessibilidade. As conclusões foram variando ao longo dos tempos:
- O dr. Nicolau Caetano de Bettencourt Pitta negou-lhe qualquer propriedade, asseverando: Depois de muitas indagações vim no conhecimento, que a fonte sai por uma fenda de lava á beira-mar na Serreta, e qua a descida para ela é muito pior que a pena imediata. ... A água que eu analisei, e que veio muito bem engarrafada, segundo as direções que dei, não lhe dou importância alguma, tratada por vários reagentes; é de natureza salobra como a das Quatro Ribeiras, com a diferença de que esta nasce morna à beira-mar, e sai da boca de um vulcão extinto. A água da Serreta colhida no mesmo dia é fria, inodora, de sabor picante, o que é devido ao ácido carbónico que contém, e que a faz crepitante deitada em um copo, mas passados quatro dias apodrece e exala aquele cheiro que tem a águua a bordo dos navios.
- O dr. José Augusto Nogueira Sampaio, emitiu parecer contrário, lendo-se em dado passo: A nascente desta água é impetuosa, e projeta-se longe; na sua vizinhança não se conhece cheiro algum que denote a sua origem vulcânica. … A altura excessiva da rocha, o mau talhe que oferece, tornam a descida quase impraticável. [...] Examinada a água pelo lado das suas propriedades físicas apresenta-se de uma limpidez e transparência expressivas, as quais ela conserva depois de muito tempo de recolhida. – A sua temperatura é igual à da ordinária. Encerrada em uma garrafa, bem tapada, ela produz no ato da sua abertura uma detonação igual à que produz uma garrafa de champanhe quando se abre. Lançada em um vaso qualquer transparente, nota-se que da parte inferior e laterais se levantam continuamente por espaço de algumas horas uma grande quantidade de bolhas semelhantes àquelas que se observam em qualquer líquido fermentado. O seu gosto, ao princípio ligeiramente ácido, mas deixando aperceber alguma coisa de sulfúreo, torna-se depois salina e desagradável; contudo não é o gosto característico e repugnante das águas sulfúreas. Por vezes, depois da sua ingestão, sobrevêm arrotos picantes semelhantes aos que aparecem com o uso das sodas gasosas. Enfim, a sua densidade é superior à da água destilada e da ordinária.
- Monsenhor José Alves da Silva refere ser esta água muito usada para as doenças do estômago.
- O Laboratório do Instituo Superior Técnico de Lisboa, de que era diretor o Professor Doutor Charles Lepierre, após a análise químico-higiénica, publicou em boletim datado de 15 de julho de 1920 a seguinte conclusão: mineralização de 1,266, g/litro. Foi entã caracterizada como água acídula, gasocarbónica, cloretada sódica (50% da mineralização formada por cloretos), carbonetada cálcica e magnésica, silicatada» . A água chegou a ser comercializada como Água da Serreta e classificada como «água de mesa», embora fosse popularmente conhecida como Água Azeda.
- O Dr. Octávio da Veiga Ferreira, dos Serviços Geofísicos, chegou a preparar um esboço de anteprojeto para a captação da água mineromedicinal da Serreta.

Ao longo do tempo foram realizadas pela Câmara Municipal de Angra do Heroísmo diversas obras de acesso:
- 1858 – abertura de vereda, torneando a rocha;
- 1889 – abertura na rocha de uma escadaria de duzentos e dez degraus, a cerca de mil metros para leste do Farol da Serreta;
- 1967 – limpeza e desobstrução do poço

Com o Terramoto de 1980 ocorreram derrocadas e o acesso desapareceu e o poço encontra-se entulhado. 